# Kamień Żerkowicki Dolny
Kamień Żerkowicki Dolny – skała w należącej do miasta Zawiercie dzielnicy Żerkowice w województwie śląskim, na obszarze Wyżyny Częstochowskiej.
Jest to jedna z kilku skał zwanych Kamieniami Żerkowickimi. Na dwóch z nich uprawiana jest wspinaczka skalna (druga skała to Kamień Żerkowicki Górny). Skały wznoszą się na porośniętym lasem stromym zboczu tuż nad drogą krajową nr 78. Kamień Żerkowicki Dolny znajduje się w odległości około 350 m od skrzyżowania drogi nr 78 z drogami do Kiełkowic i Skarżyc i jest z niej widoczny. Zbudowany jest z twardych wapieni skalistych. Ma wysokość 14 m, ściany połogie, pionowe lub przewieszone z filarami, kominami i zacięciami. Jest na nim 11 dróg wspinaczkowych o trudności od IV do VI.3 w skali polskiej. Na skale zamontowana jest figurka Matki Boskiej.
W 2020 r. tylko cztery drogi mają zamontowane stałe punkty asekuracyjne: ringi (r) i ring zjazdowy (rz). Na pozostałych wspinaczka tradycyjna. Skała znajduje się tuż nad bardzo ruchliwą droga i jest wśród wspinaczy skalnych mało popularna.

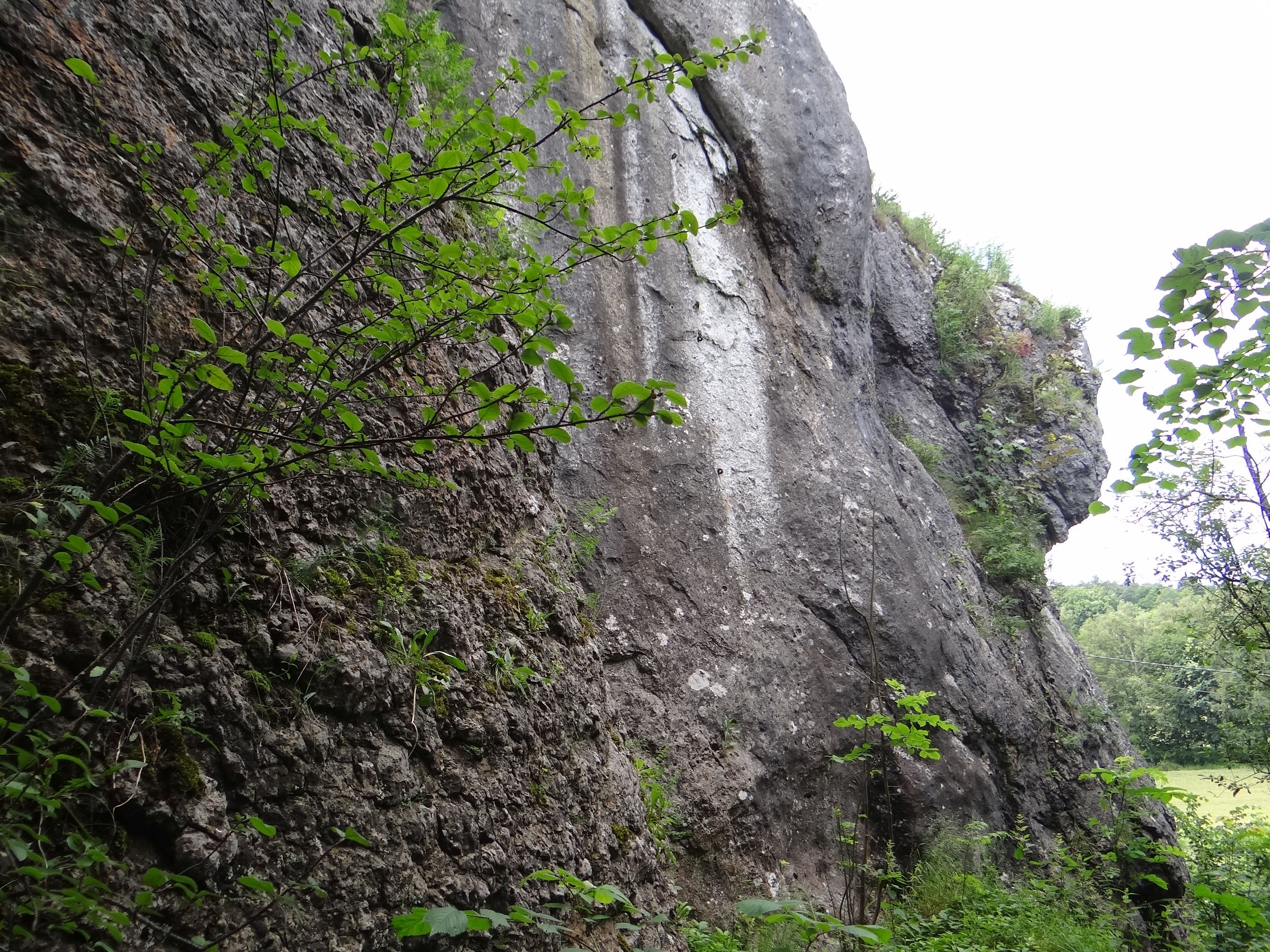
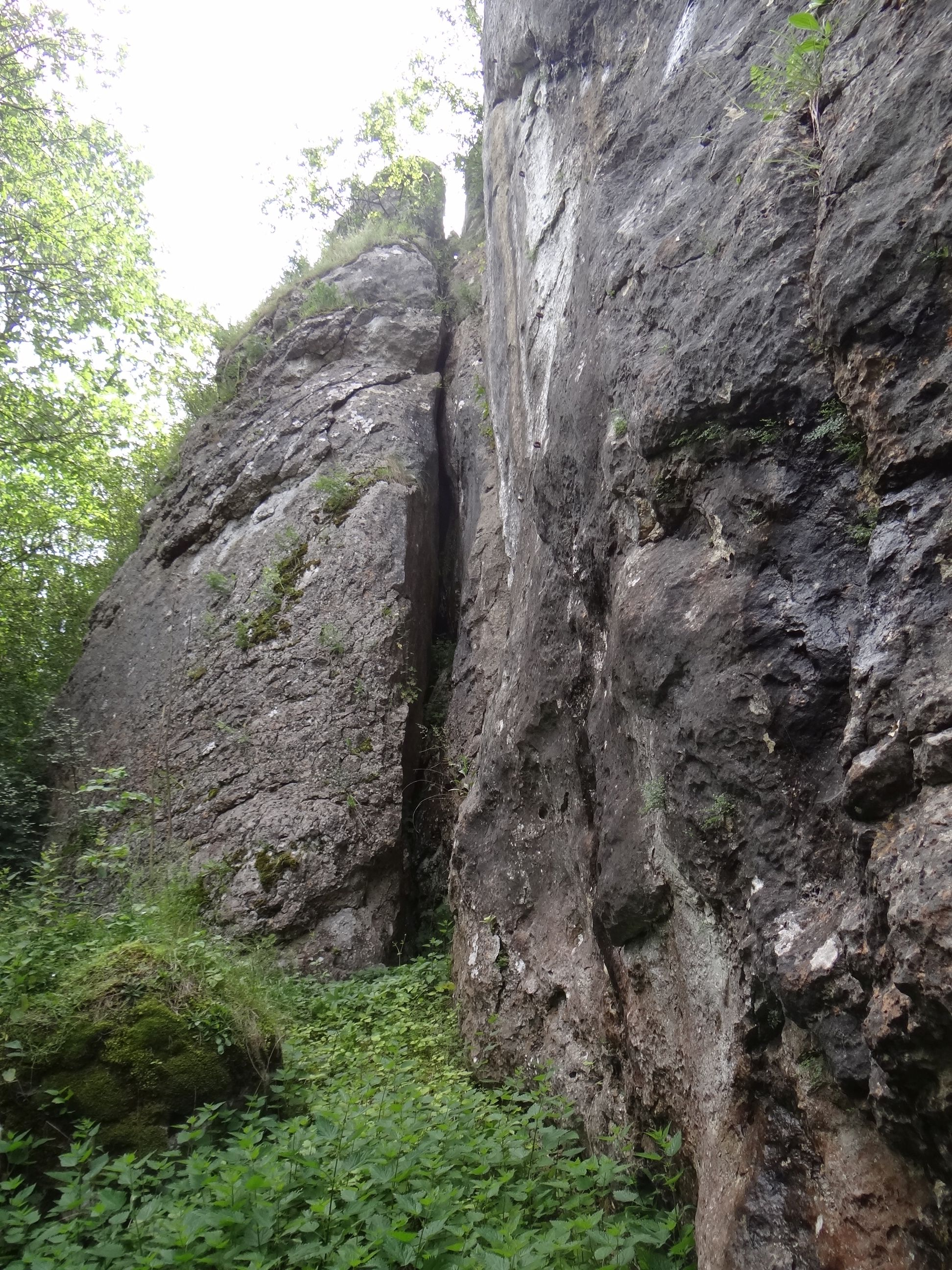
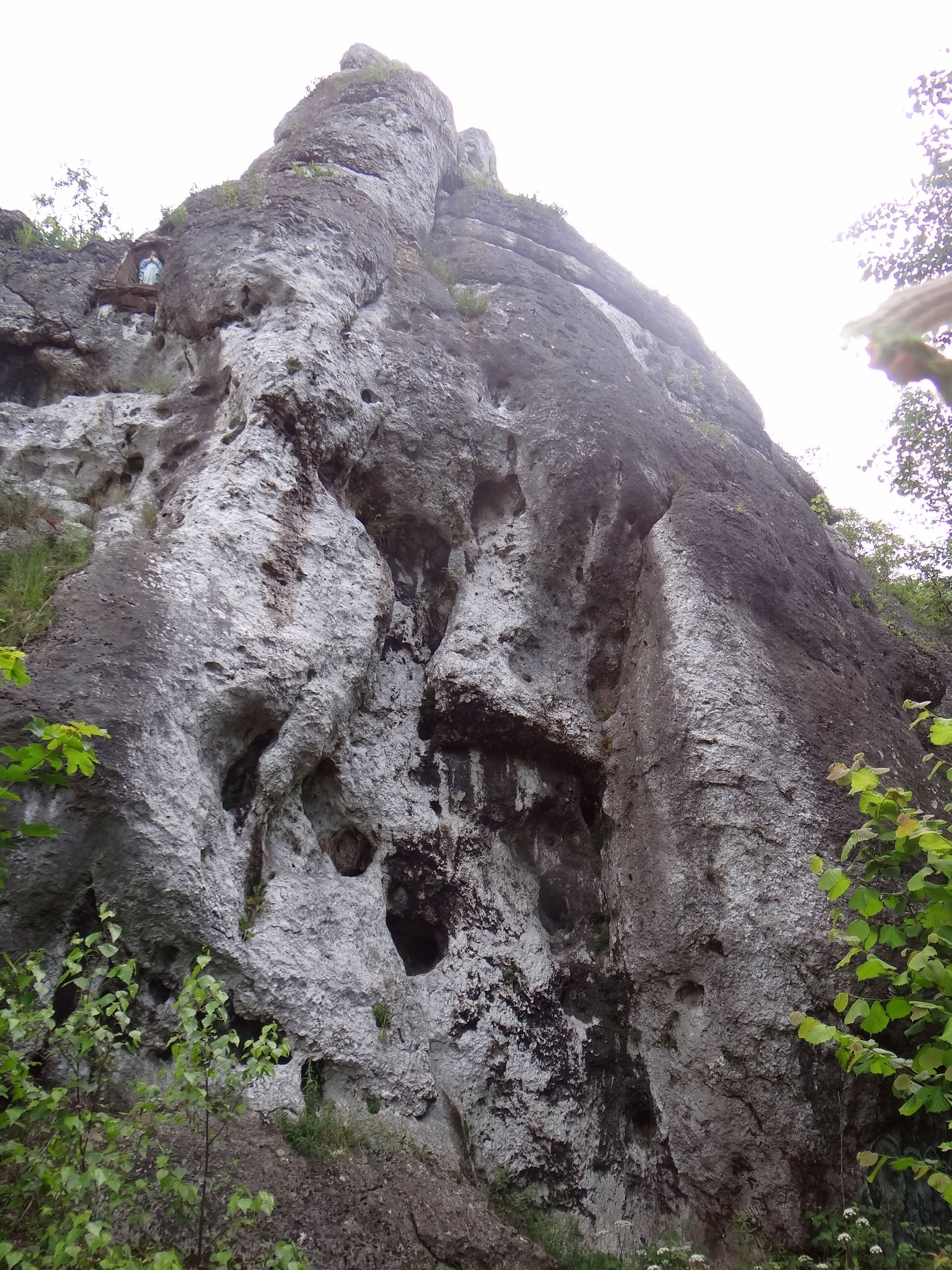
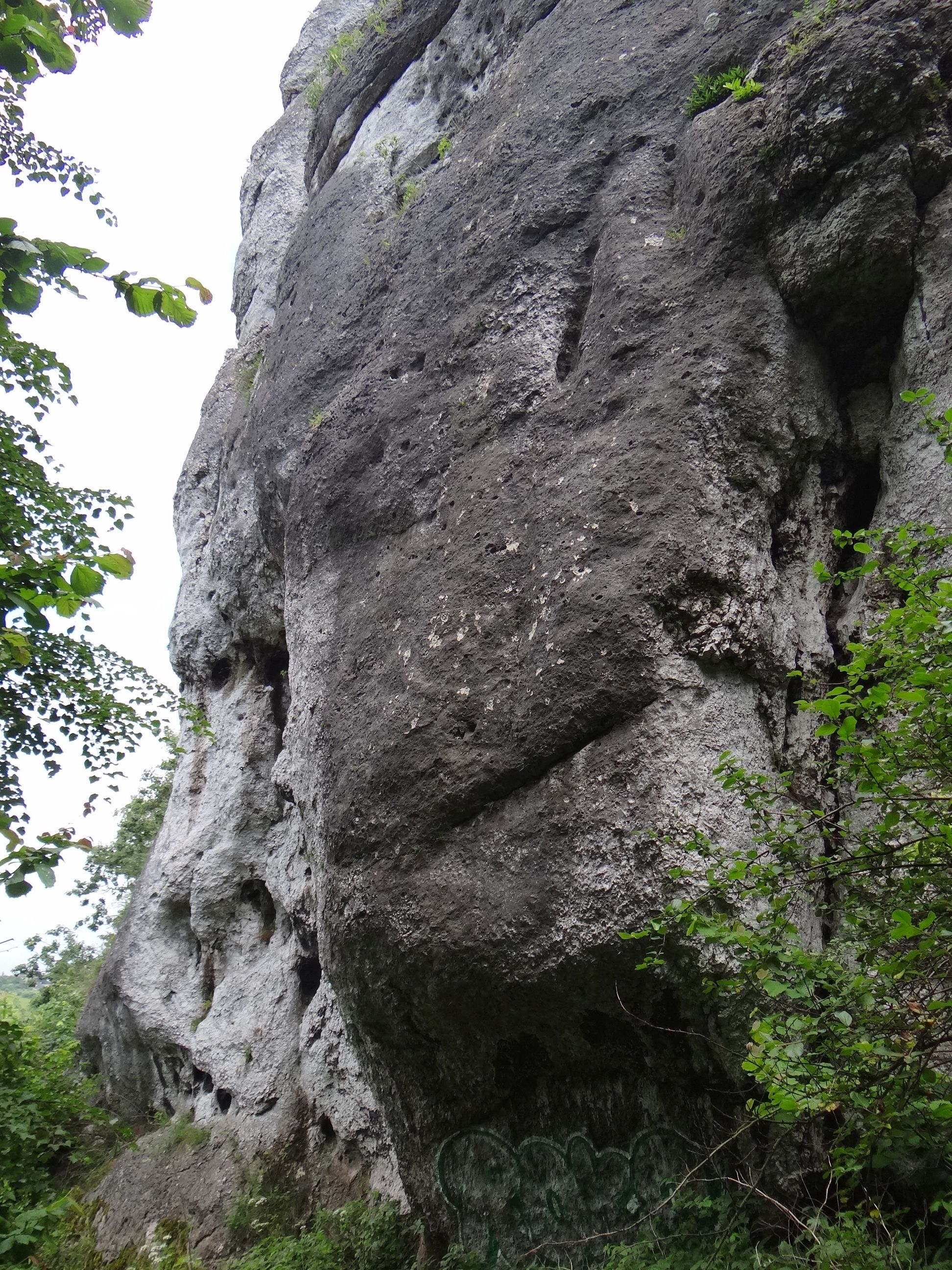
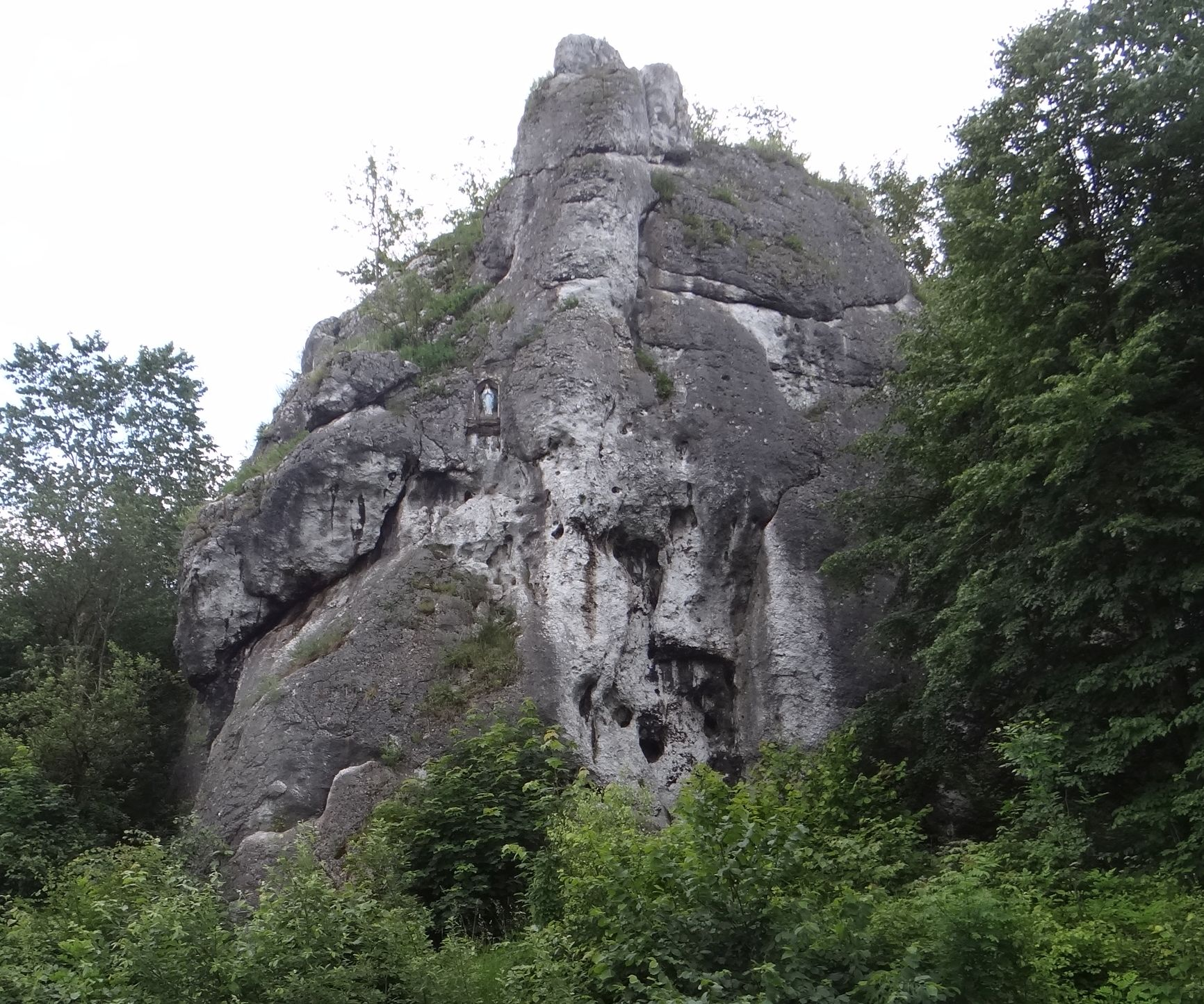

## Drogi wspinaczkowe
Kamień Żerkowicki Dolny I
1. Komin jak w Dolomitach; V, 14 m
2. Trudności z asekuracją; VI+, 14 m
3. Traktat poetycki; 6r + rz, VI.3, 15 m
4. Dar; 4r + rz, VI.2+, 15 m
5. Modlitwa wigilijna; V+, 16 m
6. Trawers madonny ocalenia; VI+, 18 m

Kamień Żerkowicki Dolny II
1. Madonna ocalenia; VI-, 17 m
2. Boskie wymycie; 6r + rz, VI.2+, 19 m
3. Niebowzięcie; 7r + rz, VI.2, 19 m

Kamień Żerkowicki Dolny III
1. Słaba rysa; VI.1, 17 m
2. Dulfer w krzakach; IV, 17 m[3].